# Himno de Yungay

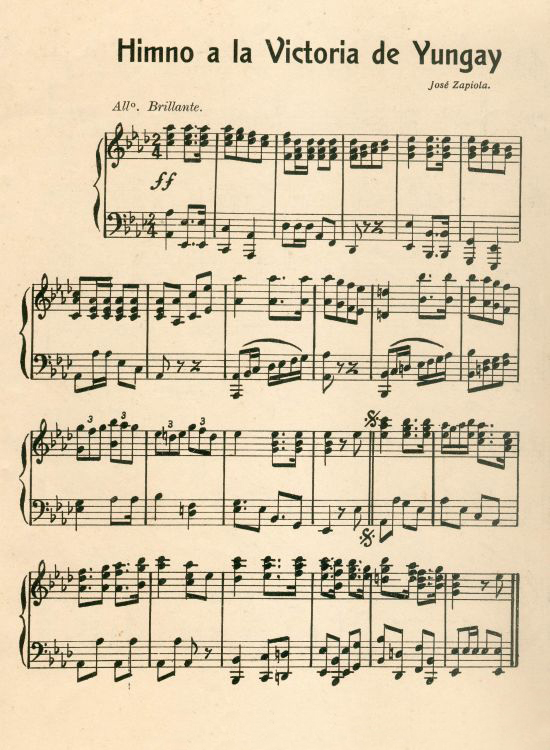
Partitura del Himno de Yungay.

El himno de Yungay, oficialmente himno a la victoria de Yungay, se compuso en honor a la batalla homónima desarrollada en el cerro Pan de Azúcar, cerca de la villa de Yungay (provincia de Huaylas, Perú), el 20 de enero de 1839. Allí, la unión del Ejército de Chile y el Ejército Restaurador del Perú, bajo el mando del general chileno Manuel Bulnes, venció a las fuerzas de la Confederación Perú-Boliviana, lideradas por el llamado protector Andrés de Santa Cruz.

## Composición
El himno a la victoria de Yungay fue compuesto en abril de 1839, con música de José Zapiola Cortés y letra de Ramón Rengifo Cárdenas. Debido a su popularidad, fue considerado hasta la segunda mitad del siglo XX casi un segundo himno nacional en Chile.

## Letra del himno a la victoria de Yungay
El himno cuenta con treinta y seis versos estructurados en cuatro estrofas en octavas y un coro en cuarteto. A continuación, se detalla la letra del himno:
| Coro Cantemos la gloria del triunfo marcial que el pueblo chileno obtuvo en Yungay. Estrofa I Del rápido Santa pisando la arena, la hueste chilena se avanza a la lid. Ligera la planta, serena la frente, pretende impaciente triunfar o morir. Coro Cantemos la gloria del triunfo marcial que el pueblo chileno obtuvo en Yungay. Estrofa II ¡Oh, patria querida, qué vidas tan caras, ahora en tus aras se van a inmolar! Su sangre vertida te da la victoria; su sangre, a tu gloria da un brillo inmortal! | Coro Cantemos la gloria del triunfo marcial que el pueblo chileno obtuvo en Yungay. Estrofa III Al hórrido estruendo del bronce terrible, el héroe invencible se lanza a lidiar. Su brazo tremendo confunde al tirano, y el pueblo peruano cantó libertad. Coro Cantemos la gloria del triunfo marcial que el pueblo chileno obtuvo en Yungay. Estrofa IV Desciende Nicea, trayendo festiva, tejida en oliva, la palma triunfal. Con ella se vea ceñida la frente del héroe valiente, del héroe sin par. |